# Adolf Meyer (Heimatforscher)
Adolf Meyer (* 30. Juni 1929 in Erpensen; † 5. April 2018) war ein deutscher Buchhändler, Volksschullehrer, Schulrektor und Heimatforscher.

## Leben
Adolf Meyer wurde als Sohn eines Dorfschullehrers in Erpensen geboren. 
Nach seinem Schulbesuch in Erpensen, Wittingen und Uelzen durchlief Adolf Meyer eine Ausbildung zum Buchhändler in Wittingen, Bad Nauheim und Frankfurt am Main.
In der Nachkriegszeit studierte Meyer von 1952 bis 1954 zunächst in Celle an der dortigen Pädagogischen Hochschule sowie an der Pädagogischen Hochschule in Osnabrück. Während seines Studiums zum Grund- und Hauptschullehrer lernte er seine spätere Ehefrau Ilse kennen, mit der er gleichzeitig das Lehrerexamen absolvierte.
Ebenfalls in den 1950er Jahren erschien Meyers erste heimatkundliche Arbeit unter dem Titel Beiträge zur Geschichte der Dorfschulen im Kirchspiel Wittingen.
Am 18. Mai 1956 heirateten Adolf und Ilse Meyer in der Kreuzkirche in Sehnde.
Nach seiner Tätigkeit als Lehrer an der Volksschule Resse arbeitete Adolf Meyer ab 1956 als Lehrer an der Volksschule in Immensen, wo er ab 1962 auch als Konrektor wirkte. In der Folge leitete er zudem Seminare in der Lehrerausbildung. Ab 1969 war Meyer als Hauptlehrer in Immensen tätig und wirkte ab 1975 bis zur Pensionierung im Jahr 1992 dort als Rektor.
Erst in hohem Lebensalter verfasste Meyer eine mit zahlreichen Illustrationen versehene Schrift über die Zeit bis zum Ende des Zweiten Weltkrieges unter dem Titel Eine Dorfkindheit. Erpensen in den Jahren 1929 bis 1945.
Adolf Meyer verfasste zahlreiche Publikationen über die östliche Lüneburger Heide, den Kreis Gifhorn und die Altmark. Bis 2008 erschienen aus seiner Feder 15 Bücher, darunter die zehnbändige Ortschronik Immensen. Zudem veröffentlichte er rund 450 Aufsätze in der in Celle erscheinenden Reihe Der Sachsenspiegel. Blätter für Geschichts- und Heimatpflege sowie um die 250 Aufsätze in dem in Uelzen herausgegebenen Heidewanderer. Darüber hinaus wirkte Meyer als Redakteur des in Celle herausgegebenen Heimatkalenders für die Lüneburger Heide sowie von 1994 bis 2009 für die Zeitschrift Lehrter Land & Leute.

## Ehrungen
1997 wurde Adolf Meyer mit der Verleihung des Verdienstordens der Bundesrepublik Deutschland geehrt.

## Schriften (Auswahl)
- Ortschronik. Quellen und Darstellungen zur Geschichte Immensens, ab Band 10 unter dem Titel Ortschronik Immensen, Lehrte-Immensen, [Weidekamp 5]: A. Meyer 
  - Bd. 1: Festschrift zum 75jährigen Bestehen der Kirchengemeinde Immensen am 1. April 1976. Quellen und Darstellungen zur Geschichte der früheren Kapellen- und heutigen Kirchengemeinde Immensen, 1976; Inhaltsverzeichnis
  - Bd. 2.: Chronik der Schule Immensen. Quellen und Darstellungen zur Geschichte des Schulwesens in Immensen, 1979; Inhaltsverzeichnis
  - Bd. 3: Immensen ein Bauerndorf. Beiträge zur Geschichte der alten 52 Reihestellen. Quellen und Darstellungen zur Geschichte Immensens, 1981
  - Bd. 4: Immensen im 19. Jahrhundert. Strukturwandel eines Dorfes. Quellen und Darstellungen zur Geschichte Immensens, 1984; Inhaltsverzeichnis
  - Bd. 5: Vom Kaiserreich zur Republik. Immensen in den Jahren 1900 - 1932. Quellen und Darstellungen zur Geschichte Immensens (= Stadtgeschichtliche Hefte der Stadt Lehrte, Bd. 7), 259 Seiten mit Illustrationen und Noten, 1988
  - Bd. 6: Immensen in alter Zeit. Quellen und Darstellungen zur Geschichte Immensens (= Stadtgeschichtliche Hefte der Stadt Lehrte, Bd. 9), 1991
  - Bd. 7: Ein Dorf unter dem Hakenkreuz. Immensen in den Jahren des Nationalsozialismus; Quellen und Darstellungen zur Geschichte Immensens, 1994
  - Bd. 8: Erlebtes Dorfgeschehen. Fünfzig Jahre Nachkriegsgeschichte in Immensen, 1995
  - Bd. 9: Abbauern. Dorfentwicklung Immensen 1860 bis 1914. 100 Abbauernstellen und deren Geschichte, 2001
  - Bd. 10: Immensen. Wandel des Ortsbildes. Alte und neue Ansichten zur Dorfgeschichte, gesehen und erlebt von Adolf Meyer, 2006
- Die Peiner Bürger fühlten sich eingesperrt: Torsperrgelder belasteten Bürger und Stadtkasse sehr. In: Peiner Allgemeine Zeitung (Hrsg.): Peiner Heimatkalender 23 (1993). Druckhaus A. Schlaeger GmbH & Co. KG, Peine, 1993, S. 93–95.
- Gadenstedter Bauern kämpfen um ihre Rechte.In: Peiner Allgemeine Zeitung (Hrsg.): Peiner Heimatkalender 24 (1994). Druckhaus A. Schlaeger GmbH & Co. KG, Peine, 1994, S. 97–104.
- Adolf Meyer, Klaus-R. Rose (Hrsg.): Das Große Freie. Heimatgeschichtliche Texte und Bibliographie aus „Unser Kreis“, Beilage zum Burgdorfer Kreisblatt / Lehrter Stadtblatt der Jahre 1949 bis 1986, Hübner, Lehrte 2008, ISBN 978-3-927359-65-9; Inhaltsverzeichnis und Inhaltstext
- Eine Dorfkindheit. Erpensen in den Jahren 1929 bis 1945, Kulturverein, [Wittingen] 2013